# 神功皇后縁起絵巻
神功皇后縁起絵巻（じんぐうこうごうえんぎえまき）は、大阪府羽曳野市の誉田八幡宮が所蔵する上下2巻の絵巻物である。室町期中期永享5年（1433年）の作。神功皇后の三韓征伐と、宇佐八幡宮・筥崎八幡宮・石清水八幡宮の由来を描いている。
1910年（明治43年）4月20日に国の重要文化財（絵画）に指定されている。